# Anwälte im Einsatz
Anwälte im Einsatz ist eine Scripted-Reality-Fernsehsendung des deutschen Fernsehsenders Sat.1. Das Sendeformat wurde zwischen 30. September 2013 und 11. Oktober 2018 im Nachmittagsprogramm erstausgestrahlt.

## Inhalt und Beschreibung
Die Sendung zeigt die Arbeit von Experten (meistens Juristen), welche sich um juristische Fälle wie Baupfusch, Mobbing, Scheidung oder auch Ärger mit dem Chef kümmern. Von Fall zu Fall werden Privatdetektive, Kriminalkommissare und Schutzpolizisten hinzugezogen.
Mit der zwischendurch eingespielten Werbung dauert die einzelne Episode etwa 60 Minuten.

## Besetzung

### Anwälte
Als Anwälte treten die Rechtsanwälte Alica Valiulova, Giorgio Forliano, Claus Pinkerneil, Catherina Hellbach, Eileen Minner, Bernd Römer, Ralf Vogel, Brygida Braun, Ariane Paulus, Florestan Goedings, Niklas Dittberner, Helga Nachtigall, Barbara von Minckwitz, Ulrike Tašić, Kathrin Ruttloff, Sylvia Beutler-Krowas, Stefan Vogt, Momme Funda, Nadine Fichtner, Marc Piduch und Sarah Demski auf.
Viele dieser Anwälte waren auch bereits in der bis 2013 ausgestrahlten Sat.1-Fernsehserie Familien-Fälle zu sehen.

### Ermittler
Als Ermittler treten die Kriminalhauptkommissare Harry Tillmanns und Franjo Schilling sowie die Privatdetektive Ronny Bauer, Rene Wagner und Vanessa Bongat auf. Weiterhin sind auch Ermittler, die später auch in der Fernsehserie Auf Streife – Berlin zu sehen sind, dabei.

## Staffeln
| 1 | 61  | 30. September bis 30. Dezember 2013 | Montag bis Freitag, 16:00 Uhr |
| 2 | 213 | 2. Januar bis 17. Dezember 2014     | Montag bis Freitag, 16:00 Uhr |
| 3 | 201 | 5. Januar bis 16. Dezember 2015     | Montag bis Freitag, 16:00 Uhr |
| 4 | 99  | 4. Januar 2016 bis 11. Oktober 2018 | Montag bis Freitag, 16:00 Uhr |

## Anwälte im Einsatz – Spezial
Vom 22. Juni bis zum 3. Juli 2015 wurde unter dem Titel Anwälte im Einsatz – Spezial in jeder Folge ein Fall vorgestellt, der unter anderem von den Anwälten Bernd Römer, Brygida Braun, Niklas Dittberner, Ulrike Tasic oder Catherina Hellbach kommentiert wird. Bei den Fällen handelte es sich um Alltagssituationen wie Nachbarschaftsstreit oder Belästigung. Diese Variante des Formats ähnelte stark der VOX-Sendung „Verklag mich doch!“.

## Ausstrahlung und Einschaltquoten
Die Erstausstrahlung der Sendung erfolgte am 30. September 2013. Die ersten 24 Episoden erzielten durchschnittlich 12,1 Prozent Marktanteil bei den 14- bis 49-Jährigen. Diese Einschaltquote lag deutlich über dem Sendeschnitt, weshalb die Serie auch im Jahr 2014 fortgesetzt wurde.